# هوندا آکورد (نسل هفتم اروپا و ژاپن)

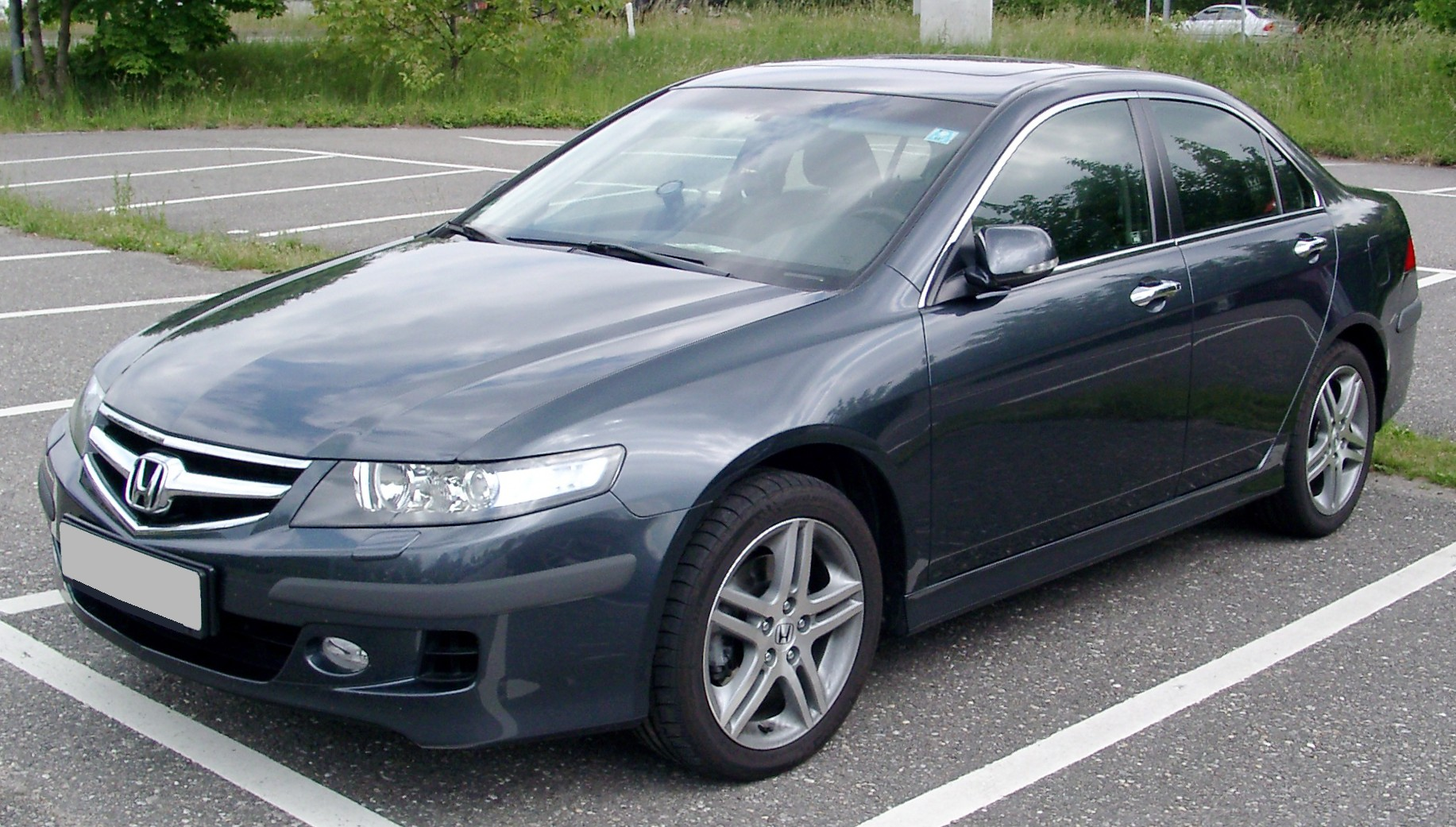

هوندا آکورد (نسل هفتم اروپا و ژاپن) (Honda Accord (Japan and Europe seventh generation)) خودرویی است که در سال‌های ۲۰۰۲–۲۰۰۸در ژاپن تولید شده‌است.
این خودرو در کلاس خودرو سایز متوسط قرار گرفته، طراحی آن خودروهای موتور جلو-محور جلو بوده طول آن در حالت طبیعی ۴٬۶۶۵ میلیمتر (۱۸۳٫۷ اینچ) و عرض آن در حالت طبیعی ۱٬۷۶۰ میلیمتر (۶۹٫۳ اینچ) و ارتفاع آن در حالت طبیعی ۱٬۴۴۵ میلیمتر (۵۶٫۹ اینچ) است. سیستم جعبه‌دندهٔ آن ۶ دنده به دو صورت خودکار و دستی است.

## نگارخانه

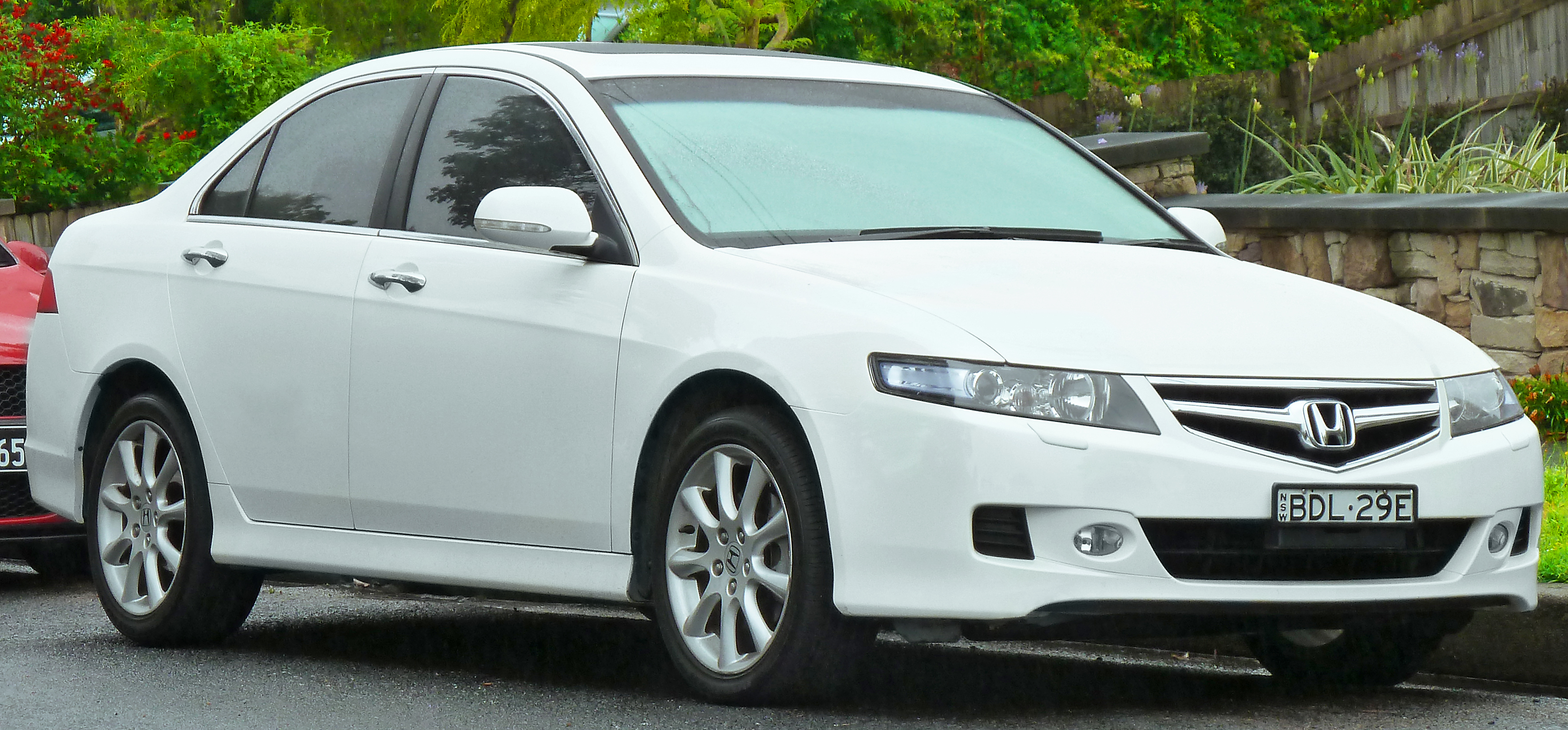
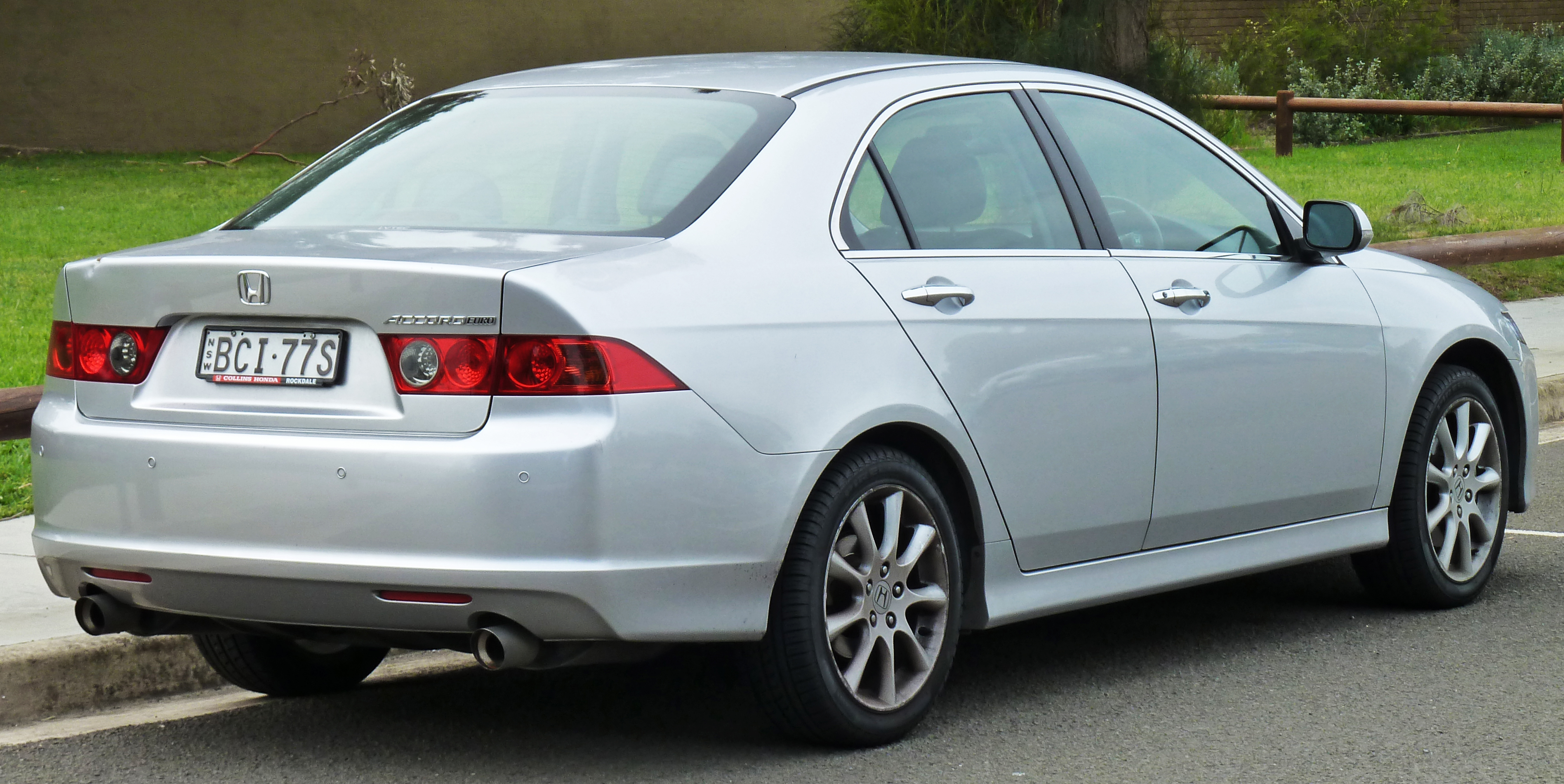
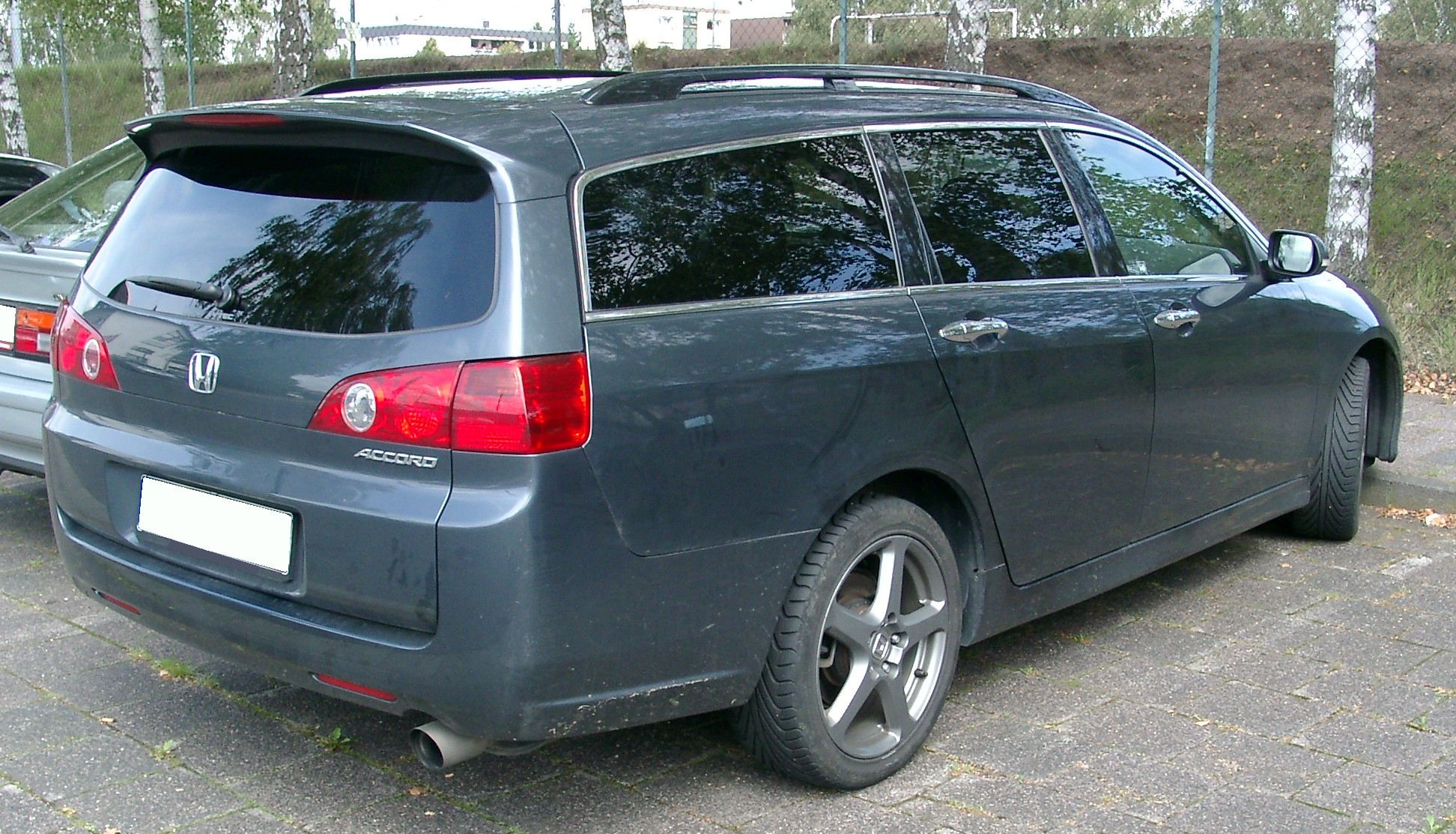
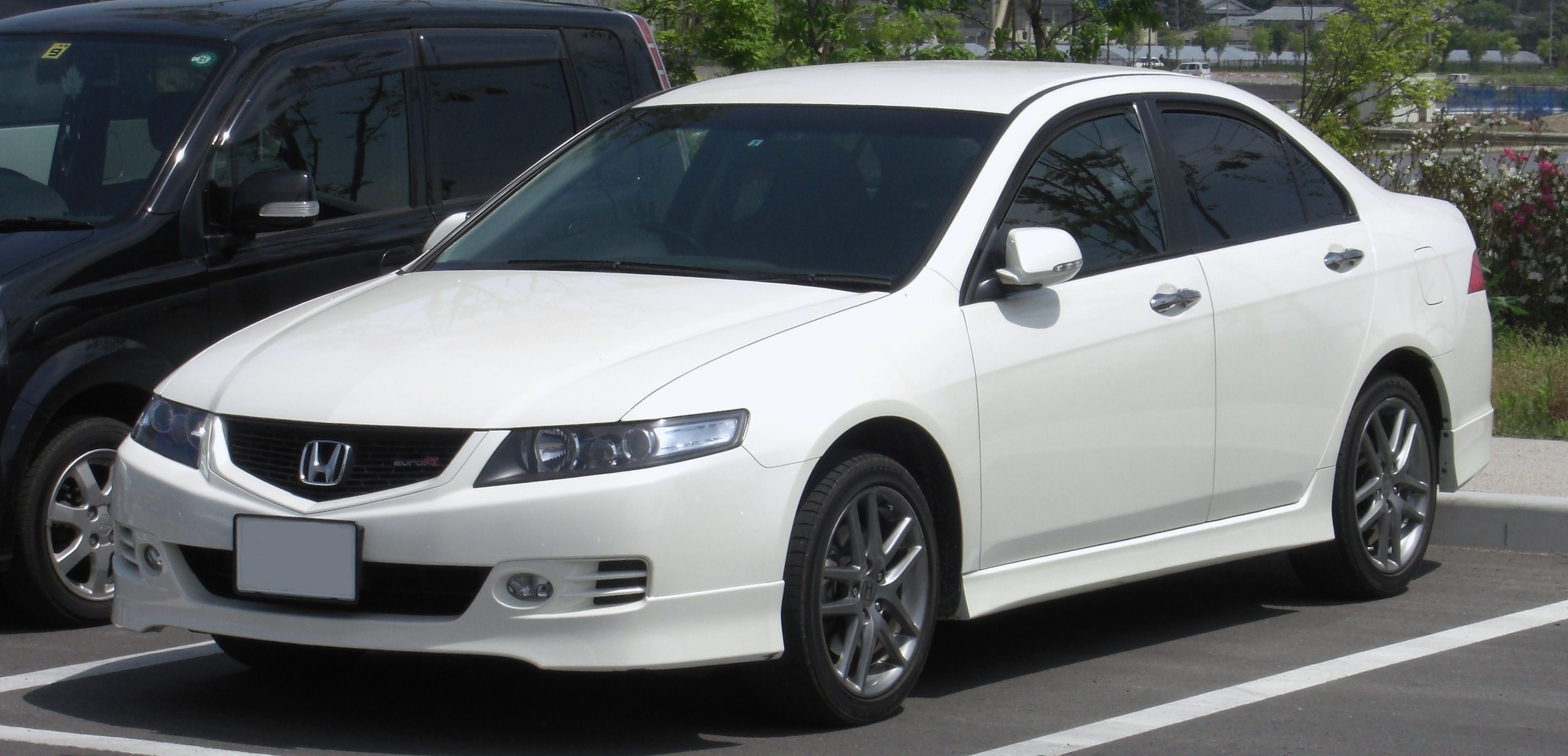
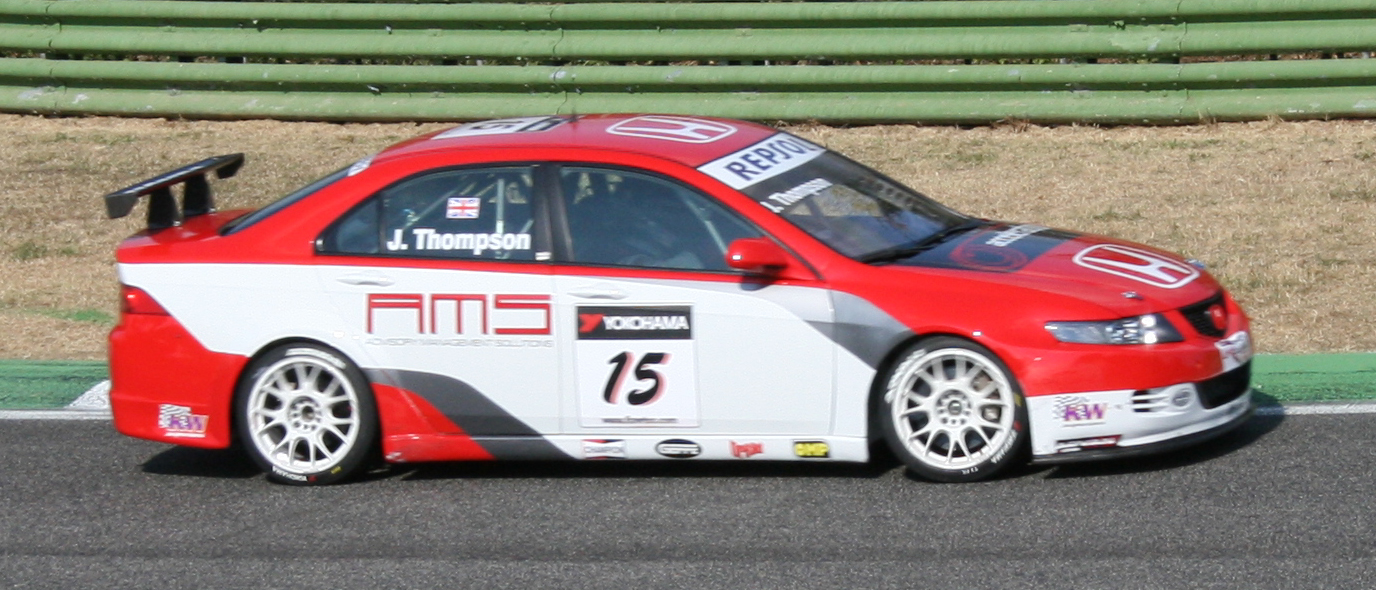